# کونکووا
کونکووا (به لهستانی:  Kunkowa) یک روستا در لهستان است که در گمینا اوشچیه گورلیتسکیه واقع شده‌است. کونکووا  ۱۵۰ نفر جمعیت دارد.